# Periclimenes bowmani
Periclimenes bowmani är en kräftdjursart som beskrevs av Fenner A. Chace 1972. Periclimenes bowmani ingår i släktet Periclimenes och familjen Palaemonidae. Inga underarter finns listade i Catalogue of Life.